# Gustav Fridolin
Per Gustav Edvard Fridolin (ur. 10 maja 1983 w Vittsjö w gminie Hässleholm) – szwedzki polityk, dziennikarz i nauczyciel, parlamentarzysta, współprzewodniczący Partii Zielonych (2011–2019), od 2014 do 2019 minister edukacji.

## Życiorys
Kształcił się na wydziale języków orientalnych Uniwersytetu w Sztokholmie, uzyskał uprawnienia nauczyciela na Uniwersytecie w Linköping. Zaangażował się w działalność Partii Zielonych, w latach 1999–2003 był jednym z dwóch rzeczników krajowych organizacji młodzieżowej tego ugrupowania. W latach 2002–2006 po raz pierwszy sprawował mandat posła do Riksdagu. Pracował następnie jako reporter telewizji TV4 i nauczyciel. W 2010 po czteroletniej przerwie powrócił do szwedzkiego parlamentu, reelekcję uzyskiwał w wyborach w 2014 oraz 2018.
W 2010 dołączył do zarządu Partii Zielonych, a rok później powołano go na funkcję współprzewodniczącego (pełnił ją nieprzerwanie do 2019). Po wyborach w 2014 w utworzonym przez socjaldemokratów i zielonych mniejszościowym rządzie Stefana Löfvena objął urząd ministra edukacji. W styczniu 2019 zakończył pełnienie funkcji rządowej. We wrześniu tegoż roku odszedł z parlamentu.